# Batalla de Rauge
La batalla de Rauge engloba tres xocs entre les tropes sueques de Carles XII de Suècia contra les tropes del russes de Pere el Gran durant la Gran Guerra del Nord. Els tres enfrontaments es produïren a Rappin (Räpina), Neu-Casseritz (també: Kasaritz, actualment: Vastse Kasaritsa) i Rauge (Rõuge). Els tres combats es lliuraren el 15 de setembre de 1701.

## Antecedents
En les batalles s'enfrontaren les forces del Coronel suec Wolmar Anton von Schlippenbach i les tropes russes del Mariscal de camp Boris Petrovich Sheremetev.

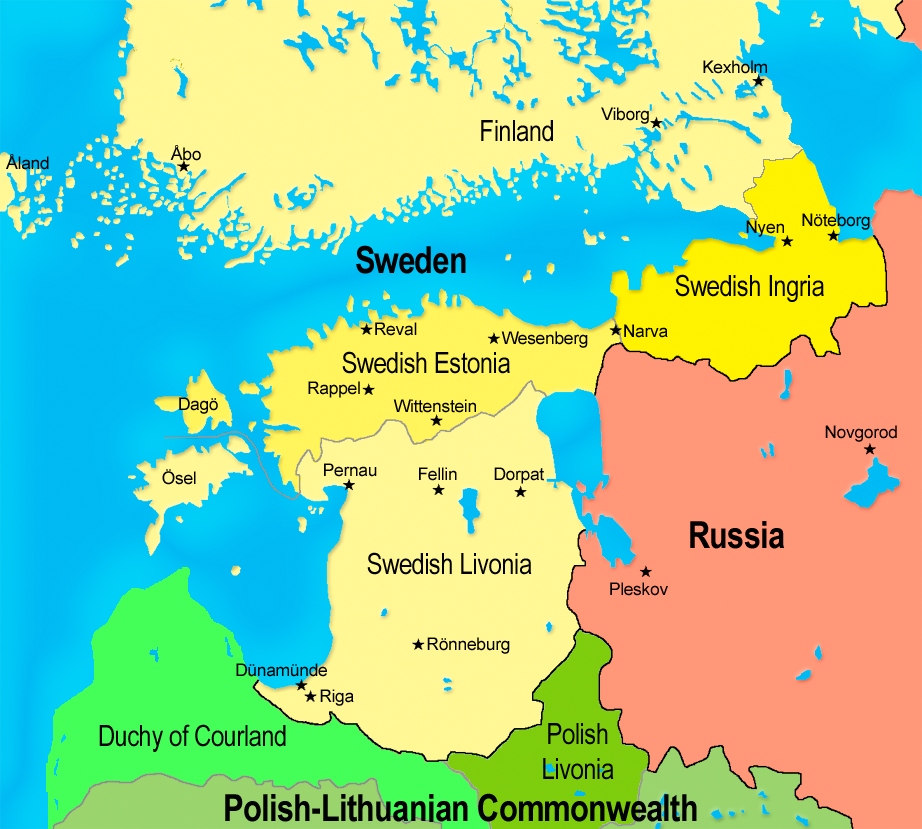
Les possessions sueques ens els països bàltics

El 1701 Carles XII centrà els seus esforços a destronar el recentment coronat August II de Polònia. El monarca suec avançà amb el gros de les seves forces cap a Polònia deixant petites guarnicions a les ordres de Schlippenbach per defensar les seves bases a la Livònia Sueca.
Mentrestant el Tsar Pere I de Rússia va començar a reformar i reforçar el seu exèrcit, després de la gran derrota a Narva. A la tardor les tropes de Sheremetev començaren a realitzar incursions a la Livònia sueca. El 3 de setembre 3 columnes russes atacaren la Livònia sueca, comandava l'operació el Mariscal Boris Sheremetev.
La unitat russa més nombrosa era liderada pel fill de Boris Sheremetev, el General Major Michail Borissowitsch Sheremetev. Liderava al voltant d'11.000 homes: 2.400 dragons, 4.200 soldats d'infanteria de línia i 4.000 cosacs, tàtars i calmucs. El segon cos, a les ordres del Major Sawwa Wassiljewitsch Aigustowa, estava format per 5.200 efectius, la majoria soldats d'infanteria de línia. El tercer cos, a les ordres de Jakow Nikititsch Rimski-Korsakow, format per 350 hússars, 400 llacens, 2.250 infants i 1.400 dragons, sumant 4.400 homes. La força russa d'invasió s'aproximava als 20.000 homes.
Les tropes sueques es desplegaren per tot. A Rappin hi havia 550 homes a les ordres del Major Anders Ludwig von Rosen. La guarnició de Neu-Casseritz només la formaven 160 genets a les ordres del baró Berndt Rehbinder. A Rauge hi havia cent infants de marina i 150 genets a les ordres del Capità Otto Reinhold Brusin. A Kirrenpää (Kirumpya) hi havia el Quarter General del Coronel Schlippenbach, que retingué el gruix de les forces sueques, 2.000 homes, com a reserva estratègica.

## Combat a Rappin
El matí del 15 de setembre l'avantguarda de Michail Sheremetev arribà a Rappin. Les tropes sueques aprofitaren la seva posició defensiva i rebutjaren el primer atac rus. Sheremetev llençà un atac de distracció amb tres regiments de dragons, mentre la resta de les seves forces maniobrava per atacar la rereguarda sueca. Els dragons russos foren rebutjats per 150 homòlegs seus suecs, a les ordres del Capità Herman Reinhold d'Estrasburg.
Mentrestant, la cavalleria russa entrà a la ciutat pel sud-oest i va colpejar el desplegament suec per la rereguarda. Totalment rodejats els suecs resistiren durant quatre hores. La batalla va durar més de catorze hores i la majoria dels suecs foren morts. Uns 100 suecs aconseguiren escapar del camp de batalla, 80 foren capturats presoners dels quals en sobrevisqueren 30, els altres 400 defensors, inclòs el Major Rosen i el Capità Reinhold, moriren en els combats.
Segons el diari personal de Sheremetev els russos només patiren 9 morts i 51 ferits, encara que la cruesa de la lluita fa pensar que és una dada massa baixa. Les investigacions actuals xifren les pèrdues russes entre 200 i 300 morts.

## Combat a Neu-Casseritz
Mentre Sheremetv atacava Rappin les forces del coronel Aygustova atacaren Neu-Casseritz. El baró Rehbinder envià una petició de reforços al quarter general suec i Schlippenbach acudí immediatament al rescat encapçalant 300 dragons del seu propi regiment (Dragons Livonians de Schlippenbach). Els russos aconseguiren vèncer un post de guàrdia suec però no pogueren torçar la resistència del contingent principal de Rehbinder. El petit contingent suec aconseguí contenir els russos, molt superiors numèricament, fins a l'arribada de Schlippenbach. Aygustova ordenà la retirada per por a ser superat pels reforços suecs. Els russos perderen entre 100 i 150 homes i els suecs uns 50.

## Combat a Rauge
Els suecs renunciaren a defensar tot el poble i es concentraren a defensar el perímetre del cementiri i l'església situats dalt d'un turó. Els suecs fortificaren la seva posició reforçant la tàpia del cementiri i col·locant cavalls frisons. A més a més, a l'est del turó hi havia un pantà que exercia de barrera natural. Mentre Schlippenbach es dirigia a Neu-Casseritz rebé la notícia de l'atac rus contra Rauge. Immediatament envià tres-cents genets a reocupar el poble. També envià 180 infants, 60 dragons i 2 canons, comandats pel Tinent Coronel Hans Henrik von Lieven, a reforçar els defensors del cementiri. Quan els russos es retiraren de Neu-Casseritz, Schlippenbach envià uns altres 60 infants amb dos canons, a les ordres del Tinent Coronel Carl Adam Stackelberg, a Rauge. Posteriorment Schlippenbach es dirigí a Rauge. Els 300 genets arribaren a Rauge i atacaren immediatament els russos que assetjaven el cementiri. Els genets foren rebutjats i hagueren d'esperar a la unitat de von Lieven. Quan aquest arribà els suecs llençaren el segon atac. Les tropes de Stackelberg reforçaren l'atac i obligaren als russos a retirar-se a l'altra banda de la frontera. Quan Schlippenbach arribà a Rauge el combat ja havia finalitzat, però en el seu camí hagué d'enfrontar-se a unitats disperses de la cavalleria russa, capturant set estendards.
Es calcula que els russos perderen uns 200 soldats, mentre que els suecs no en perderen més de 50.

## Conseqüències
Tot i que les tropes russes es retiraren els, Schlippenbach no es pogué arriscar a perseguir els russos més enllà de la frontera a causa de la seva inferioritat numèrica. La propaganda sueca i la d'altres països afins inflaren les xifres dels combatents russos i les seves baixes. La premsa xifrarà les forces russes entre 50.000 i 100.000 homes, i les seves baixes entre 1.500 i 2.000. Carles XII recompensà Schlippenbach ascendint-lo a General Major. Això no obstant, Sheremetev no reconegué la derrota i xifrà les pèrdues russes en 23 morts i 62 ferits. Palli xifrà les baixes russes en 650 homes i les sueques en 500, la majoria en el combat a Rappin. Tot i això, la iniciativa de la guerra passà al bàndol rus, a causa de la debilitat de les forces sueques. El desembre d'aquell any Sheremetv i Schlippenbach s'enfrontaren altre cop a la batalla d'Erastfer, on s'imposaren els russos.